# 마르코 (1983년)
마르코 (Marco, 본명: 이민기, 1983년 4월 21일 ~ )는 대한민국의 힙합 음악가이자 대중 작곡가이다. 2002년 mo'REAL의 멤버로 데뷔, 팀 해체 후 줄곧 솔로로 활동하였으며, 2010년부터는 대중 작곡가 겸 작사가로도 활동하고 있다. 소속 크루는 Jiggy Fellaz, Diamond Tribe가 있다.

## 바이오그래피

### mo'REAL의 활동
마르코는 어려서부터 피아노를 배우면서 음악에 빠지게 되었고, 신디사이저를 접하면서 작곡에 관심을 가지게 되었다. 이를 통해 AN 패밀리 등의 팀 활동을 하기도 했다. 그러던 중 고등학교 2학년 때 만난 Lugar와 함께 듀오 mo'REAL을 결성하면서 힙합을 본격적으로 시작하게 되었다. mo'REAL은 압구정동에 위치한 클럽 Krazyie와 신촌 클럽 정글을 주무대로 공연 활동을 하였다. 또 온라인을 통해 캐나다에 거주 중인 래퍼 겸 프로듀서 juNi와 만나게 되었으며, 그 외 정견 (현 J'Kyun), Freestarr, LEGO와 함께 Diamond Tribe라는 크루를 결성하였다. 이를 계기로 Marco는 juNi의 앨범 Made in Canada에 참여하여 자신의 목소리를 처음 실었다. 이후 이들은 당시 신생 레이블이었던 빅딜 레코드에 합류하게 되었으나, 2004년 mo'REAL의 두 번째 EP가 발표된 후 Marco가 입대를 하면서 mo'REAL은 이렇다할 활동을 하지 못 하였다. 2006년 제대 후 Marco는 다시 mo'REAL 활동을 하기를 꿈꿨으나 Lugar가 음악을 쉬고 싶다는 의사를 표명하면서 mo'REAL은 해체의 수순을 밟았다. 자연스럽게 Marco는 솔로 활동을 준비하기 시작하였다.

### 솔로 활동
본래 Marco는 2007년 1월을 목표로 솔로 앨범을 준비 중이라고 발표하였으나, 회사 내외의 사정으로 앨범은 점차 지연되었다. 그동안 Marco는 Deepflow의 앨범 및 Mild Beats의 앨범에 참여하였는데, 약간의 멜로디를 섞은 그의 특유의 플로우에 리스너들은 좋은 평을 보냈고, 앨범에 대한 기대치는 높아졌다. 그의 앨범은 2007년 가을에 발표되었는데, 하드코어로 대표되는 빅딜 스타일에 비해 조금 더 대중적인 느낌이 섞여있었다. 이에 대해 일부 팬들은 실망의 목소리를 보내기도 했다. 그러나 대외적으로는 문화관광부에서 "1월의 우수 신인음반"으로 선정되는 쾌거를 낳기도 하였다. 이에 따라 1월 한달 간 M.net을 통한 온라인 및 오프라인의 홍보 혜택을 받을 수 있었고, 후속곡 〈남자니까〉를 디지털 싱글로 다시 발표하기도 하였다.
그 후 2008년 한해 그는 겉으로 드러나는 활동은 INC와 M&A 앨범 참여 정도에 그쳤으나 케이블 TV, 라디오, 게임 CF 음악 등을 작곡하면서 좀 더 작곡가로써의 면모를 더했고, 특히 2008년 12월 Jiggy Fellaz의 멤버가 되었음을 공표하여 팬들을 놀라게 했다. 곧바로 그는 발매 예정이었던 Jiggy Fellaz의 컴필레이션 앨범 The Black Album에 프로듀싱 및 랩으로 참여하였다. 얼마 지나지 않아 그의 새 앨범 Premium Edition이 발매되었는데, 이 앨범은 비정규앨범의 성격을 띠고 있었으며, 이후로 정규급 앨범에 대한 계획이 없다고 밝혀 팬들 사이에서 논란이 되었다. 더불어 이 앨범은 그가 빅딜 레코드에서 한 마지막 활동으로, 2009년 빅딜 스쿼드의 창단 시 그는 함께하지 않으면서 빅딜과의 인연도 끝이 났다.

### 대중작곡가가 되다
빅딜과 결별 후, 마르코는 Jiggy Fellaz 쪽으로 활동을 넓혀 The Blue Album의 타이틀곡인 두 번째 느낌을 비롯한 다양한 곡에 랩과 프로듀싱으로 참여하였다. 또 2010년 5월에는 디지털 싱글을 하나 발표하였고, 그다음 달에는 미국 시애틀을 본거지로 활동 중인 Blind Truth Entertainment의 소속 DAMU와 PassTime과 합작하여 디지털 싱글을 작업, 해외 진출을 시도하였다. 이 Blind Truth Entertainment와의 작업은 계속 이어져 다음 해에는 흑인 래퍼 J.Blizz의 싱글에, 2012년에는 Kauze N Effect의 싱글에 Jiggy Fellaz 소속 Woo-Side와 함께 참여하기도 했으며, 특히 Kauze N Effect 싱글에는 미국의 유명 래퍼 E-40가 참여한 것이 이슈가 되기도 하였다.
2010년 말 그는 대중작곡가로 활동 범위를 넓히기 시작하였는데, 특히 같은 Jiggy Fellaz 소속인 언터쳐블을 통해 TS 엔터테인먼트와 연을 맺고 시크릿과 B.A.P.의 앨범 수록곡을 다수 작곡 작사해주었다. 또 대외적으로 티아라의 〈로그인 (Log-in)〉, 비스트의 〈불러보지만〉 등의 곡도 작곡하였다.
2012년부터 그의 활동은 Street Infinity라는 소규모 프로모터가 맡고 있으며, 5월 마르코의 자신의 마지막 앨범 The Last를 작업 중에 있다고 밝혔고, 6월에는 앨범 녹음이 완료되었으며 역시 Street Infinity를 통해서 앨범을 발표할 것이라 밝혔다. 이 앨범은 9월 즈음에 발매되었다.
대표곡: 〈미치도록〉, 〈남자니까〉, 〈음악하는 남자친구〉

## 디스코그래피
- 2007년 Muzik is My Life 정규 앨범
- 2008년 《남자니까》 디지털 싱글
- 2009년 Premium Edition 비정규 앨범
- 2010년 《밤이건 낮이건》 디지털 싱글
- 2012년 The Last 정규 앨범
- 2012년 The Last: Instrumental 온라인 앨범

### 합작
- 2010년 DAMU, PassTime, Marco - Pina Colada 디지털 싱글

## 이름
- Marco는 세례명에서 가져온 그의 예명이다.[5]